# Sơn ca Friedmann
Sơn ca Friedmann, tên khoa học Mirafra pulpa, là một loài chim trong họ Alaudidae.
Sơn ca Friedmann tìm thấy ở Ethiopia, Kenya, và Tanzania, nhưng người ta ít biết về dân số và phạm vi thực sự. Mẫu điển hình được thu thập ở Ethiopia (từ khu vực Konso-Segen) vào năm 1992, chỉ được nhìn thấy một lần kể từ năm 1998, nhưng hầu hết những gì mà người ta biết đến loài này chủ yếu từ các dữ liệu thu thập được trong vườn quốc gia Tsavo Đông và Tây của Kenya. Ngoài ra còn có một vài ghi nhận từ Tanzania, từ Mkomazi Game Reserve, phía nam của Arusha. Nhìn chung, môi trường sinh sống tự nhiên của loài chim này à các đồng cỏ đất thấp nhiệt đới và cận nhiệt đới.